# Ганнопіль (Шепетівський район)
Ганно́піль (колись — містечко Анно́піль, пол. Annopol) — село в Україні, центр Ганнопільської сільської територіальної громади Шепетівського району Хмельницької області. До 2015 орган місцевого самоврядування — Ганнопільська сільська рада.
Населення становить 804 особи (2015). Від назви села походить друга назва Шепетівської рівнини — Ганнопільське плато.

## Географія
Розташоване на рівнині над невеликим ставом, що формується з двох річок: Жарихи (стара назва Сорока) і Чоломина. Обидві ці річки випливають з Куразького лісу.
Село розташоване за 33 км від міста Острога, 31 км від містечка Корця і 19 км від Славути.

## Назва
Дідич, князь Антоній Барнаба Яблоновський на честь своєї першої дружини Анни Сангушко (1739—15.12.1765, Ганнопіль, донька князя Павла Карла Санґушка), за одними даними, перейменував Глинники на Аннополь, за іншими — заснував нове містечко на «ґрунтах» села Глинники.

## Історія

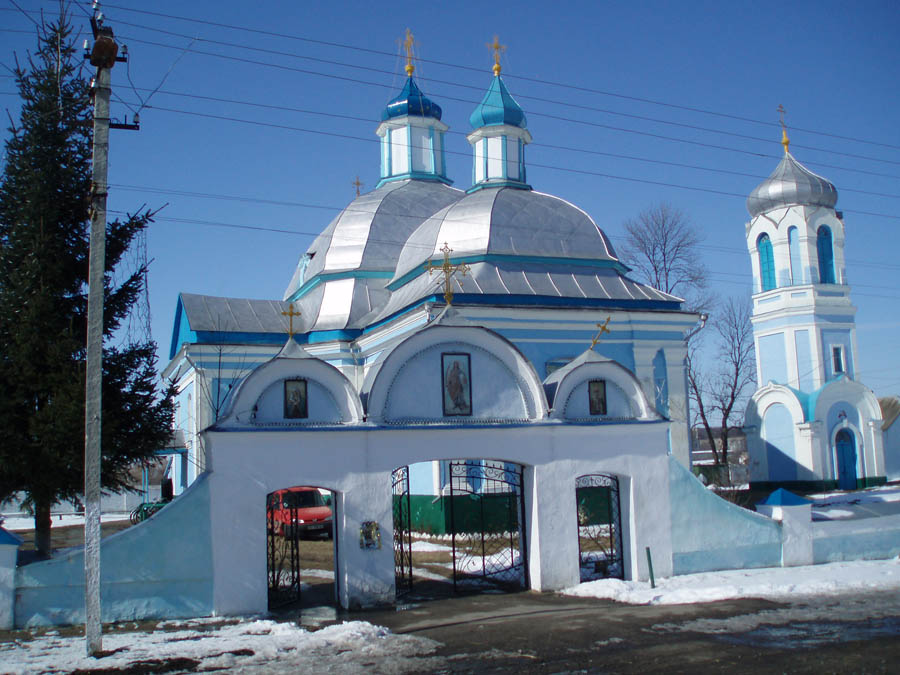
Святомихайлівська церква, споруджена 1778 року коштом магната Антонія Барнаби Яблоновського

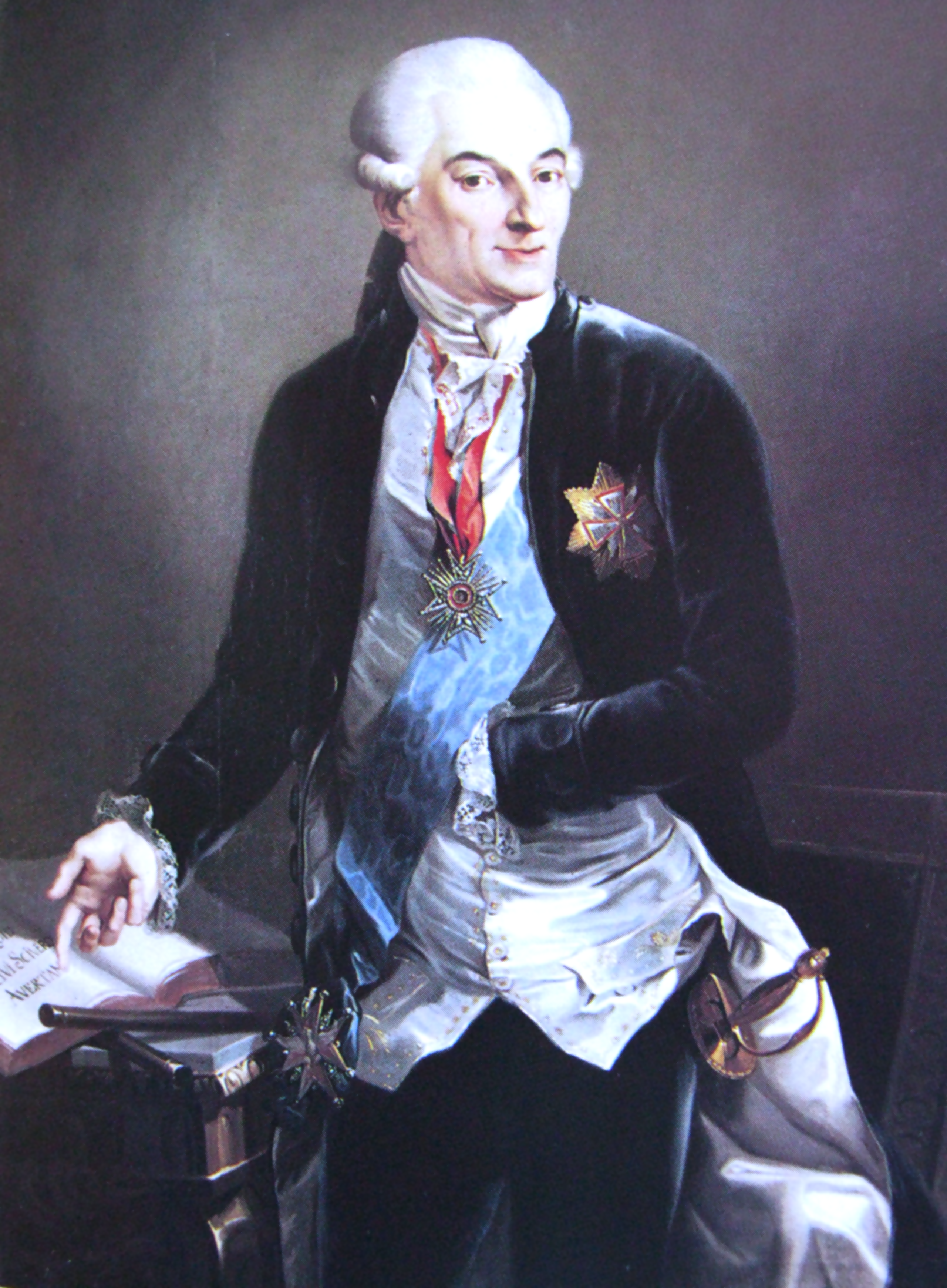
Антоній Барнаба Яблоновський

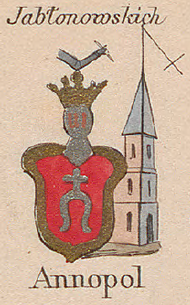
Аннопіль Яблоновських на мапі Зигмунда Герстмана

Перша писемна згадка про осаду Глинники, на землях якого згодом виникло містечко Аннополь, відноситься до 1542 року. Згадується це поселення в зв'язку із розділом земель князя Костянтина Острозького, за яким установлено межі «третини» володінь Беати Костелецької і «двох третин» її доньки Гальшки. Оскільки Костянтин Острозький помер 1530 року, то можна зробити висновок, що Глинники існували ще до того часу.
Перша назва села Глинники — Глинки Луцького повіту, що у XVI столітті належало князеві Костянтину-Василю Острозькому. Нині словом Глинники називають ту частину села, яка лежить на правому березі річки.
Під час поділу маєтків між його синами Іваном (Янушем) й Олександром у 1602 р. с. Глинники перейшло до князя Олександра Острозького — воєводи волинського. У князя було 8 дітей, але всі 5 синів померли не залишивши нащадків. Тому маєтки, у тому числі Глинники перейшли до його доньки, Анни-Алоїзи Ходкевич.
Поселення Острозького повіту зазнали значного спустошення в період Визвольної війни 1648—1654. Багато з них були перетворені на пустки. Станом на 1662 рік в Глинниках залишалось лише три господарства, тоді як до війни їх було 69.
Після смерті 1654 року Анни-Алоїзи, яка була останньою представницею прямої лінії Острозьких, власниками Глинник стали Замойські, а згодом Ян Александер Конецпольський. 1690 року Конецпольський подарував ці володіння Станіславу Яну Яблоновському.
1761 року правнук Станіслава Яна, князь Антоній Барнаба Яблоновський, звернувся до польського короля Августа III з клопотанням про привілей, що мав надати селу статус містечка і, відповідно, Магдебурзьке право. Глинники стало останнім з поселень Острозького повіту, яке отримало такий привілей. На основі цього привілею Яблоновський заснував тут містечко, побудував ринок і великий палац (резиденцію), який частково зберігся, а при ньому розкішний парк з алеями і статуями, муровану греко-католицьку церкву. Архітектором палацу був Паоло Антоніо Фонтана. Від поміщицького маєтку вздовж дендропарку до базарної площі був розміщений іподром, де по неділях влаштовувалися кінні перегони..
1760 року Рабі Дов Бер (1704—1772 рр.) переніс до Ганнополя з Меджибожа центр однієї з релігійних течій в юдаїзмі — хасидизму і створив тут окіп. Хасидизм зародився на Поділлі і широко поширився на Волині. Ця течія представляла інтереси бідняцьких єврейських верств сільського населення. І сьогодні усипальниця Великого Магіда Межиріцького Дова Бера на старовинному сільському єврейському цвинтарі є місцем паломництва
хасидів світу.
Після того, як 1821 р. в м. Острозі згорів єзуїтський Преображенський монастир, де мав свою резиденцію єпископ Степан Романовський, архієрейську резиденцію і Волинську православну семінарію перенесли до князівського палацу в Аннополі 1825 року. Звідси 1832 року архієрейську резиденцію та Консисторію перевели до Почаївської Лаври, а духовну семінарію 1836 року до міста Кременця.
При місцевому костелі до 1832 року існував кармелітський монастир. До 1832 р. містечко належало до Лєнцевичів, а потім від них перейшло до Алєксєя Уварова.
У часи Російської імперії Аннополь був містечком Острозького повіту.
Аннополь був розташований на перехресті торговельних шляхів: Острог — Новоград-Волинський і Славута — Корець. Це сприяло його швидкому заселенню, особливо єврейським торговим населенням. На лівому березі річки виникло торгово-ремісниче містечко з єврейським, польським та українським населенням. Виникли кустарні майстерні, єврейська суконна фабрика, два шкіряних заводи, паровий млин, трактир. 11 разів на рік відбувався ярмарок, а базари — щосереди. Торгували хлібом, худобою, ремісничими виробами.
Після князів Яблоновських Ганнопільський маєток переходив до різних його спадкоємців: Ленкевичів, Четвертинських. А 1881 року цей маєток, що складався з 4-х фільварків із земельною площею 2 тис. десятин, купив відставний генерал-майор Володимир Помпейович Івков, який намагався пристосувати фільваркове господарство до товарно-грошових відносин. Поміщик завів худобу, реманент, побудував для батраків примітивні житлові приміщення.
Для реалізації сільськогосподарської продукції в 1898 році побудовано винокурню, паровий млин. Ще раніше було побудовано цегельню. Поміщик будував підвали та торгові приміщення й здавав їх в оренду єврейському населенню.
1891 року на території Ганнополя побудований спиртзавод.
Наприкінці 19 столітті в Аннополі був великий ринок із ЗО мурованих крамниць під одним дахом і кількох десятків рундуків. На північ від містечка було велике Курганове цвинтарище. Населення налічувало 2,000 жителів, більшість яких були євреями. У містечку була дерев'яна синагога, паровий плин, фабрика простого селянського сукна і церковно-приходська школа.
1911 р. до великої земельної власності належали 1,804 десятин, до Омелянських — 257 дес. У цьому ж році в Аннополі мешкало 2 463 жителів. Тоді у містечку було волосне управління, міщанська управа, земська поштова станція, однокласна школа, земська лікарня, притулок для селян, 2 акушерки, аптека, 48 крамниць і 6 заїзних домів. Ґуральня з продукцією 38 457 відер горілки річно.

### 1914—1921
Під час першої світової війни із села на фронт пішло багато чоловіків. Також багато коней було забрано на військові потреби. У зв'язку з цим зменшилась кількість тяглової сили. Великі труднощі виникли з постачанням села реманентом і навіть простими знаряддями.
7 (20) листопада 1917 року, відповідно до Третього Універсалу Української Центральної Ради, увійшло до складу Української Народної Республіки.
Після перемоги Жовтневого збройного повстання у Петрограді, радянську владу в селі було відновлено не скоро. Стару волосну земську управу перетворили на виконком. У червні 1919 року Островський повітовий ревком призначив першим головою Ганнопільського виконкому Івана Пилиповича Шевчука.
Навесні 1920 року село стало ареною запеклих боїв будьонівців проти польських військ. У липні того ж року Перша кінна армія вибила польські війська з села. Семен Будьонний особисто провів деякі заходи зі встановлення радянської влади в селі. Багато селян пішло добровольцями в ряди червоних військ.
1921 року в містечку і присілках мешкали 1 671 православних, 222 римо-католиків і 1970 євреїв, було 214 дворів.

### Після громадянської війни
Після закінчення громадянської війни, 1921 року, організовано Ганнопільський район, до якого входило 38 населених пунктів, які об'єднались у 5 сільських рад. На 1 січня 1923 року в районі проживало 30789 осіб, дворів було 5666.
Секретарем партрайкому був П. А. Лукащук. 10 травня 1923 року створено сільський комсомольський осередок, 6 вересня — сільський партійний осередок, у жовтні — районний комітет незаможних селян.
З 1923 по 1931 рік Ганнопіль був районним центром.
1926 року створено об'єднану багатогалузеву артіль імені Кірова. До складу артілі ввійшли дрібні кустарні господарства з виробництва простої шкіри та юхти, одинаки-кустарі та їздові зі своїми екіпажами. 1931 року в артілі створено кравецький та шевський відділи.
Шляхом розширення кооперативної та державної торгівлі у 1927 році приватний сектор звівся до мінімуму. Замість трактиру збудували столову, буфет. 1925 року закінчили будувати нове приміщення лікарні. До цього вона розміщувалась у простій селянській хаті. У 1926 році побудували ветлікарню, а в 1927 вже працювала нова єврейська семирічна школа. Того ж року розпочато відбудовні роботи на спиртзаводі і в 1928 році спиртзавод дав першу продукцію.
1929 року створено два товариства по спільному обробітку землі. Наступного року на їх базі створили 2 артілі: імені Леніна та імені Дзержинського. Під час їх створення селян примушували вступати до колгоспу силою. Того, хто відмовлявся, чекали арешт і розкуркулення. Збереглося понад 90 актів усуспільнення майна, датованих 1930—1931 рр., які свідчать, що під час масової колективізації в колгосп об'єдналися люди зовсім різного майнового стану. Це призводило до байдужого ставлення до суспільного майна і, як наслідок, до низької продуктивності праці (4-5 центнерів з гектара). В той же час держава ставила перед членами артілі непосильне завдання з продажу хліба. Наприклад, від 12 грудня 1931 року районне керівництво затвердило план відвантажити 1500 пудів зерна. Це призвело до масового голоду — село постраждало від Голодомору 1932—1933 років.
1937 року від масових репресій у селі постраждали 112 осіб. Людей забирали вночі й відвозили в невідомому напрямку після чого ті вже ніколи не повертались.
У передвоєнні роки більшість населення села Ганнопіль становили євреї. Майже всіх євреїв Ганнополя нацисти знищили спочатку в аннопольському а потім в славутському гетто.
12 червня 2020 року, відповідно до розпорядження Кабінету Міністрів України № 727-р «Про визначення адміністративних центрів та затвердження територій територіальних громад Хмельницької області», увійшло до складу Ганнопільської сільської територіальної громади
19 липня 2020 року, в результаті адміністративно-територіальної реформи та ліквідації Славутського району, село увійшло до складу новоутвореного Шепетівського району.

## Населення
Згідно з переписом УРСР 1989 року чисельність наявного населення села становила 1014 осіб, з яких 455 чоловіків та 559 жінок.
За переписом населення України 2001 року в селі мешкало 859 осіб.

### Мова
Розподіл населення за рідною мовою за даними перепису 2001 року:
| Мова       | Відсоток |
| ---------- | -------- |
| українська | 98,72 %  |
| російська  | 1,28 %   |

## Символіка
Затверджена 15 жовтня 2015 року рішенням сесії сільської ради.

### Герб
На червоному щиті три срібні підкови різних розмірів вухами вгору, менші вкладені в більші. На золотій мурованій главі червоний меч у балку. Щит вписаний в золотий декоративний картуш і увінчаний червоною міською короною. Внизу картуша напис «ГАННОПІЛЬ» і дата «1542».
Три підкови одна в одній — символ іподрому Сангушків. Мурована глава з мечем — символ кам'яної церкви Архистратига Михаїла. Червона міська корона вказує на статус містечка, який давніше мав Ганнопіль.

### Прапор
Квадратне полотнище складається з двох горизонтальних смуг в співвідношенні 1:3. У верхній жовтій смузі червоний меч вістрям до древка; у нижній червоній — три білі підкови різних розмірів вухами вгору, менші вкладені в більші.

## Пам'ятки
У містечку збереглися:
- Святомихайлівська церква, споруджена 1778 року коштом магната Антонія Яблоновського;
- руїни Глинницького палацу, що був перебудований з замку близько 1759 року;
- греко-католицьке розп'яття Ісуса Христа.
- Ганнопільський парк — парк-пам'ятка садово-паркового мистецтва[27].

### Церква
Церкву в селі «кам'яну хрестоподібну трикупольну крепку», яка має назву Храм Святого Архистратига Михаїла, побудував 1778 (за іншими даними, 1773) року Антоній Барнаба Яблоновський. 1848 року церкву відбудували на кошти аннопольських парафіян, а у 1972-73 роках покрили жерстю також на їх кошти. У 1977-78 роках вівтарну частину церкви оновили, а весь храм розфарбували. В церкві зберігаються копії метричних книг від 1808 року, а сповідні відомості — від 1855.
На кошти парафіян 1855 року біля церкви побудовано дерев'яну трьох'ярусну дзвіницю.

### Цвинтарі
В селі є три кладовища, які місцеві жителі називають «могілки».
На північній околиці села розташований католицький цвинтар, на якому є надмогильні пам'ятники початку XIX ст. В центрі цвинтаря стоїть огороджена статуя Матері Божої, біля якої, поки не було збудоване приміщення каплиці, проходили служби, які служили ксьондзи, що їх запрошували місцеві католики із Полонського костьолу. У старій частині кладовища розміщені склепи — старовинні поховання багатих людей. За роки радянської влади вони були пограбовані й розбиті. В наш час людей хоронять звичайним способом. Вся територія цвинтаря огороджена, на ній місцеві католики підтримують належний порядок.
На південний схід від села розташоване православне кладовище. За розмірами воно значно більше ніж польське. Найперший кам'яний надгробок, що зберігся, датований 1870 роком.
На східній околиці села, на лівому березі річки Жариха, є старовинне єврейське кладовище, де поховані визначні діячі хасидського руху, у тому числі Дов Бер.

## Освіта
Історія Ганнопільської школи починається від 1804 року. Спочатку це було Аннопільське приходське однокласне училище. розміщене в приватному будинку. На його утримання з казни йшло 515 крб. 90 коп., 131 кр. 70 коп. від общини, 2 крб. — пожертвування, 1 крб. 50 коп. — від плати за навчання, 64 крб. 63 коп. — інші джерела. Законовчителем православного віросповідання був Іларіон Пилипович Рженецький. Співу навчав Данило Панфілович Златковський, який створив церковний хор у складі 16 дітей і 14 дорослих.
При училищі утримувалося 3,5 десятини землі на якій розведено садок, пасіку і город.
1838 року до Аннополя перевели Острозьке повітове і приходське училище з чотирма класами. А 20 вересня 1886 року відкрили трьохкласну церковно-приходську школу грамотності. Навчання тривало від 1 вересня до 1 травня. Вчитель заробляв 8 крб за навчальний місяць.
В 1912 році школа перемістилася в приміщення старої бібліотеки і почала носити назву «3-класна церковно-приходська».
Після революції в цьому приміщенні поляки зробили костьол, а початкова школа перемістилася у колишню хату сільського священика, а 5-7 класи знаходилися в приміщенні сучасної школи біля пошти. З 1935 року працює середня школа.
В селі також була єврейська школа, яка знаходилася біля шкільної бібліотеки. А в 1938 році вона об'єдналась з українською школою, багато вчителів якої були євреї. Тоді школу очолював Іван Миколайович Стрілець, викладач фізики.
У роки війни школа майже не працювала, за винятком деяких початкових класів. Тоді її директором був В. Н. Перловський. Після звільнення від окупантів, у лютому 1944 року відкрилася Ганнонільська семирічна школа. Першим її директором стала Дзязькіна, завучем — Юрчук. В 1945 році директором школи став О. О. Гасюк. У тому ж році був перший випуск Ганнопільської семирічної школи. У школі навчалися учні з багатьох навколишніх сіл: Іванівки, Перемишля, Пузирок, Жукова, Клепачів, Довжок.
Далі директорами школи були:
- 1954-57 — М. А. Морозюк
- 1957-74 — С. Й. Задорожний
- 1974-78 — В. О. Лукащук
- 1974-78 — А. А. Семенюк
- 1979-82 — Т. І. Артьомова
- 1982-93 — В. М. Дмитрук
- 1993 — О. В. Петерчук

На сьогодні директором Ганнопільського навчально-виховного комплексу «дошкільний навчальний заклад — середня загальноосвітня школа І — III ступенів» є Л. А. Самчук.

## Клімат
За класифікацією Коппена клімат в селі Ганнопіль вологий континентальний. Навіть у посушливі сезони тут випадає достатньо дощів. Середньорічна температура становить 7.2 °C, кількість опадів — 761 мм.
| Клімат Ганнополя        | Клімат Ганнополя | Клімат Ганнополя | Клімат Ганнополя | Клімат Ганнополя | Клімат Ганнополя | Клімат Ганнополя | Клімат Ганнополя | Клімат Ганнополя | Клімат Ганнополя | Клімат Ганнополя | Клімат Ганнополя | Клімат Ганнополя | Клімат Ганнополя |
| Показник                | Січ.             | Лют.             | Бер.             | Квіт.            | Трав.            | Черв.            | Лип.             | Серп.            | Вер.             | Жовт.            | Лист.            | Груд.            | Рік              |
| Середній максимум, °C   | −2,5             | −1,2             | 3,5              | 12,6             | 19,3             | 22,8             | 23,9             | 23,1             | 18,6             | 12,0             | 4,9              | 0,0              |                  |
| Середня температура, °C | −5,6             | −4,4             | −0,2             | 7,6              | 13,8             | 17,4             | 18,6             | 17,7             | 13,5             | 7,8              | 2,3              | −2,6             | 7,2              |
| Середній мінімум, °C    | −8,6             | −7,6             | −3,8             | 2,7              | 8,3              | 12,1             | 13,3             | 12,3             | 8,4              | 3,7              | −0,3             | −5,1             |                  |
| Норма опадів, мм        | 39               | 31               | 32               | 51               | 64               | 97               | 97               | 70               | 59               | 41               | 43               | 47               | 671              |
| ----------------------- | ---------------- | ---------------- | ---------------- | ---------------- | ---------------- | ---------------- | ---------------- | ---------------- | ---------------- | ---------------- | ---------------- | ---------------- | ---------------- |
| Джерело:                |                  |                  |                  |                  |                  |                  |                  |                  |                  |                  |                  |                  |                  |

## Відомі люди
- Ян Пуш — скульптор і тинькувальник
- Іван Андрощук — Герой Радянського Союзу
- Дов Бер — другий лідер хасидизму
- Зуся з Ганнополя

## Галерея

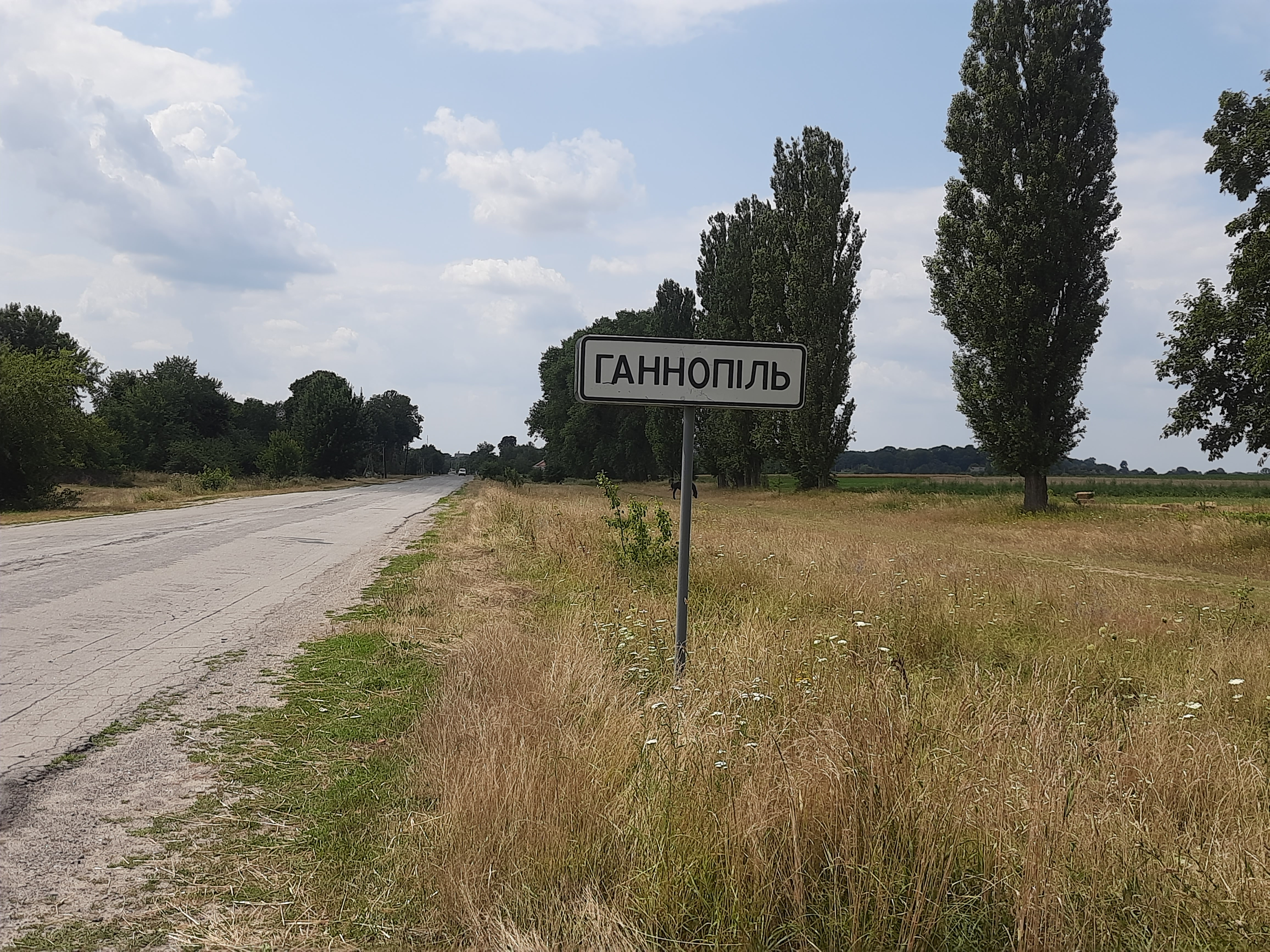
Дорожній знак при в'їзді в село
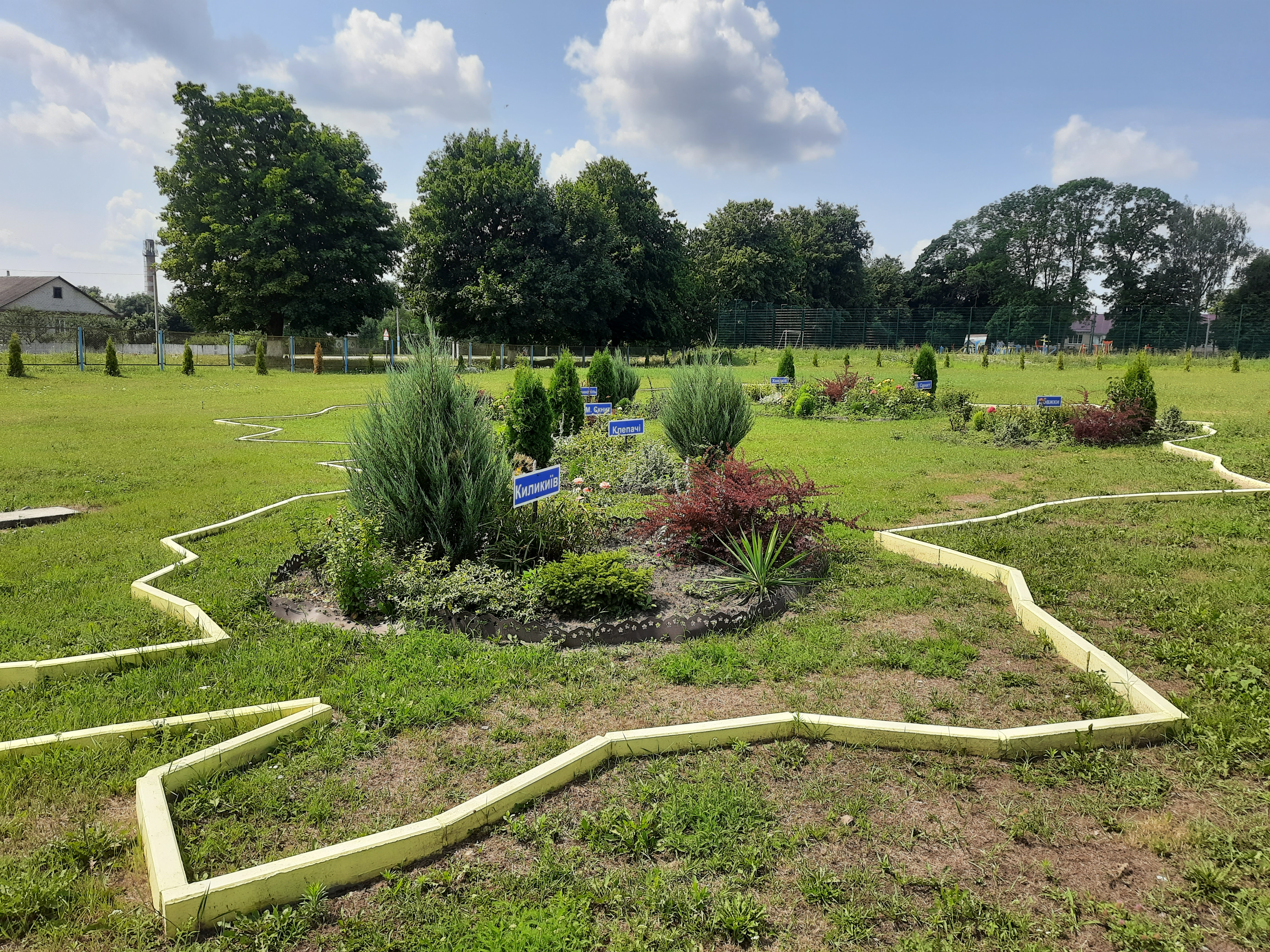
Мапа Ганнопільської ОТГ в центрі села
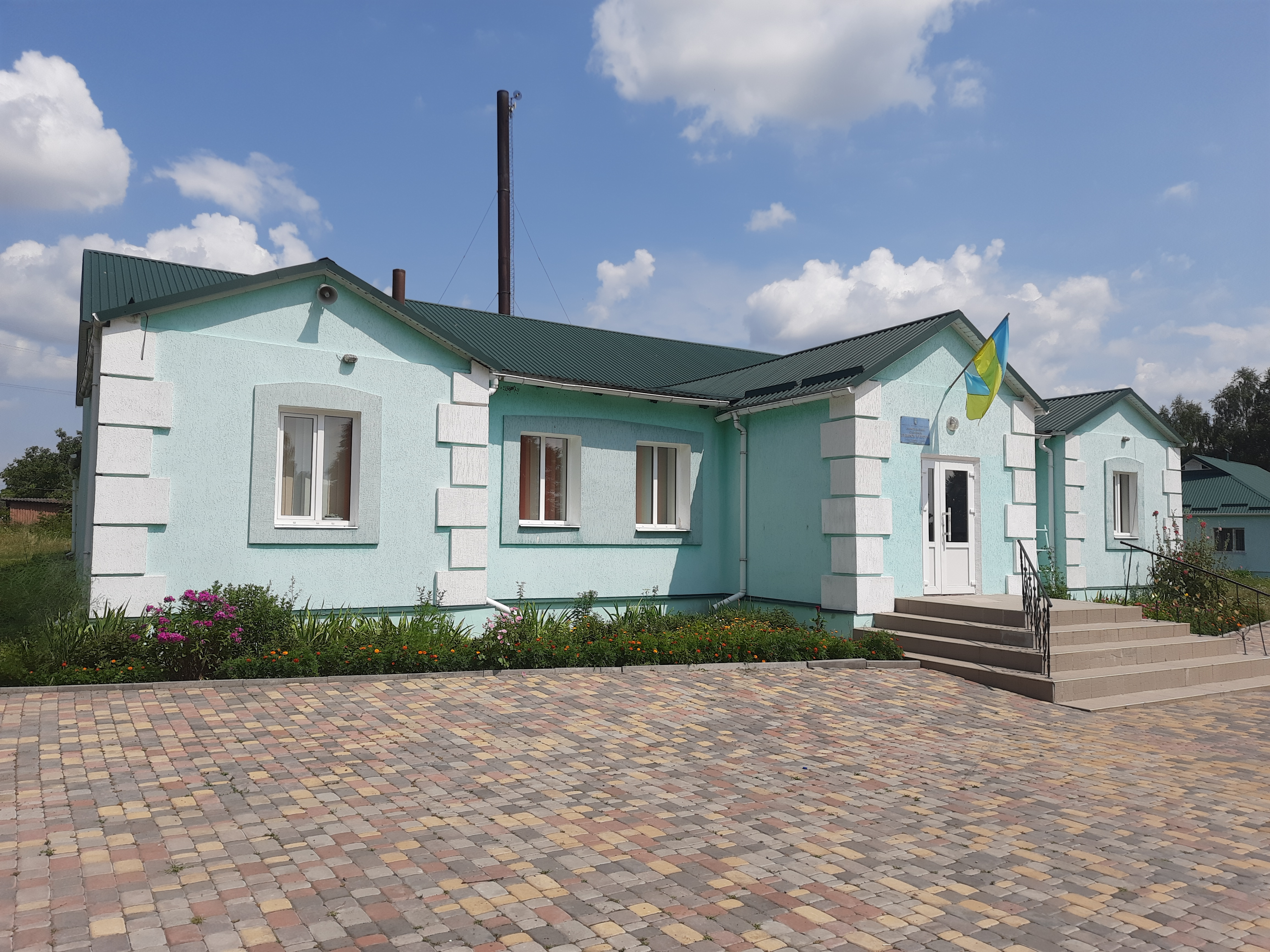
Будинок культури
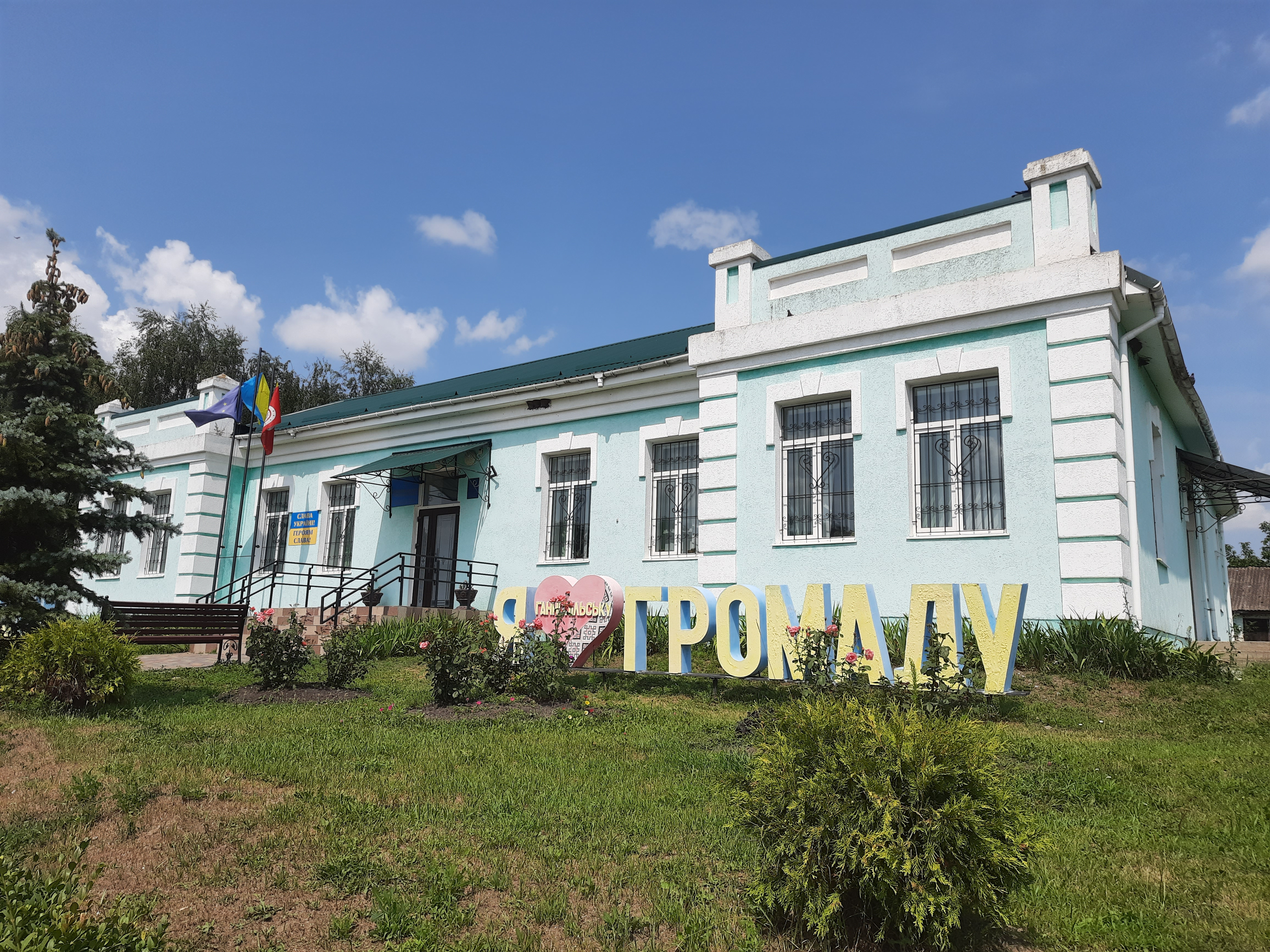
Адміністративна будівля Ганнопільської громади
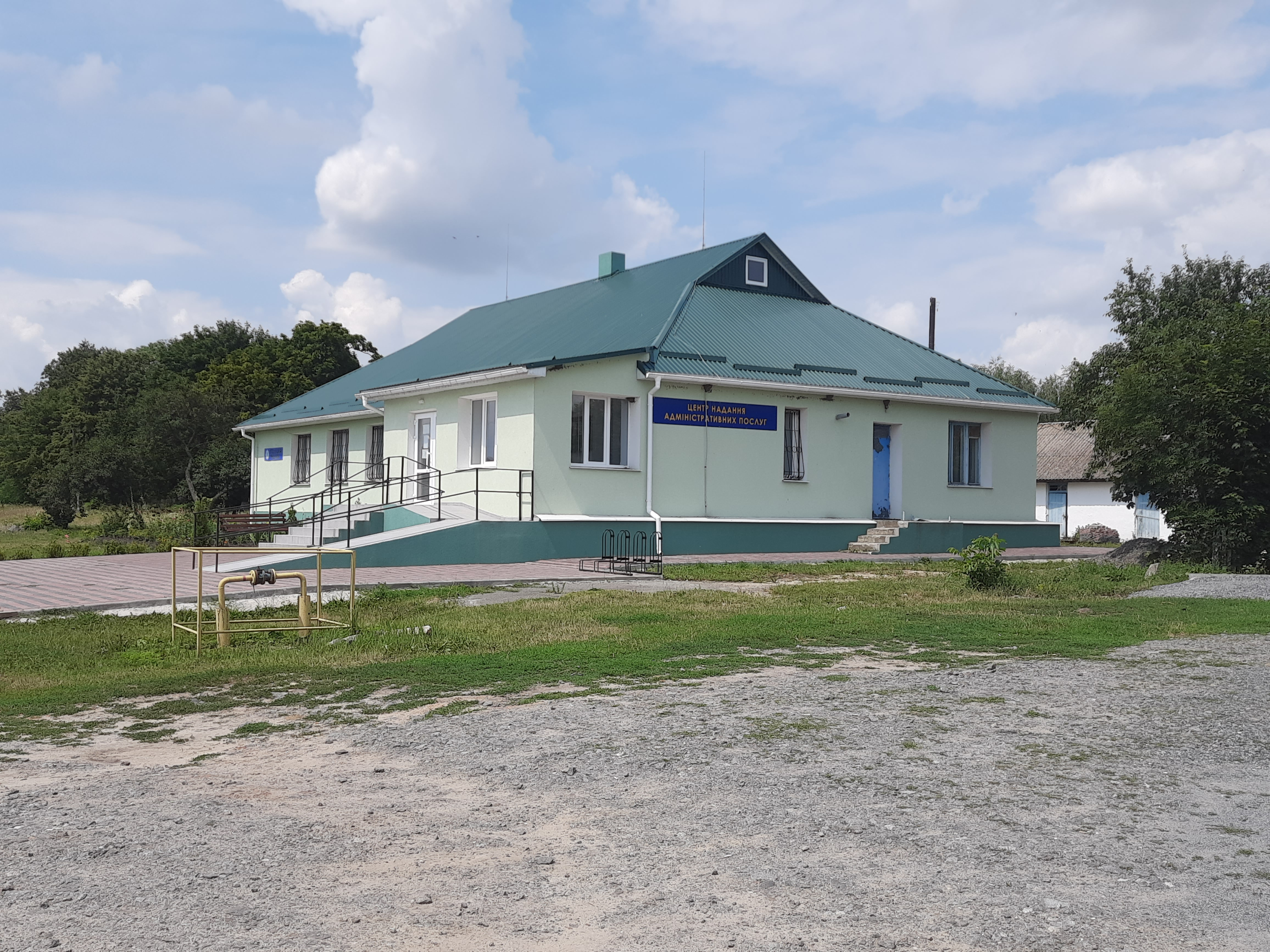
Центр надання адміністративних послуг
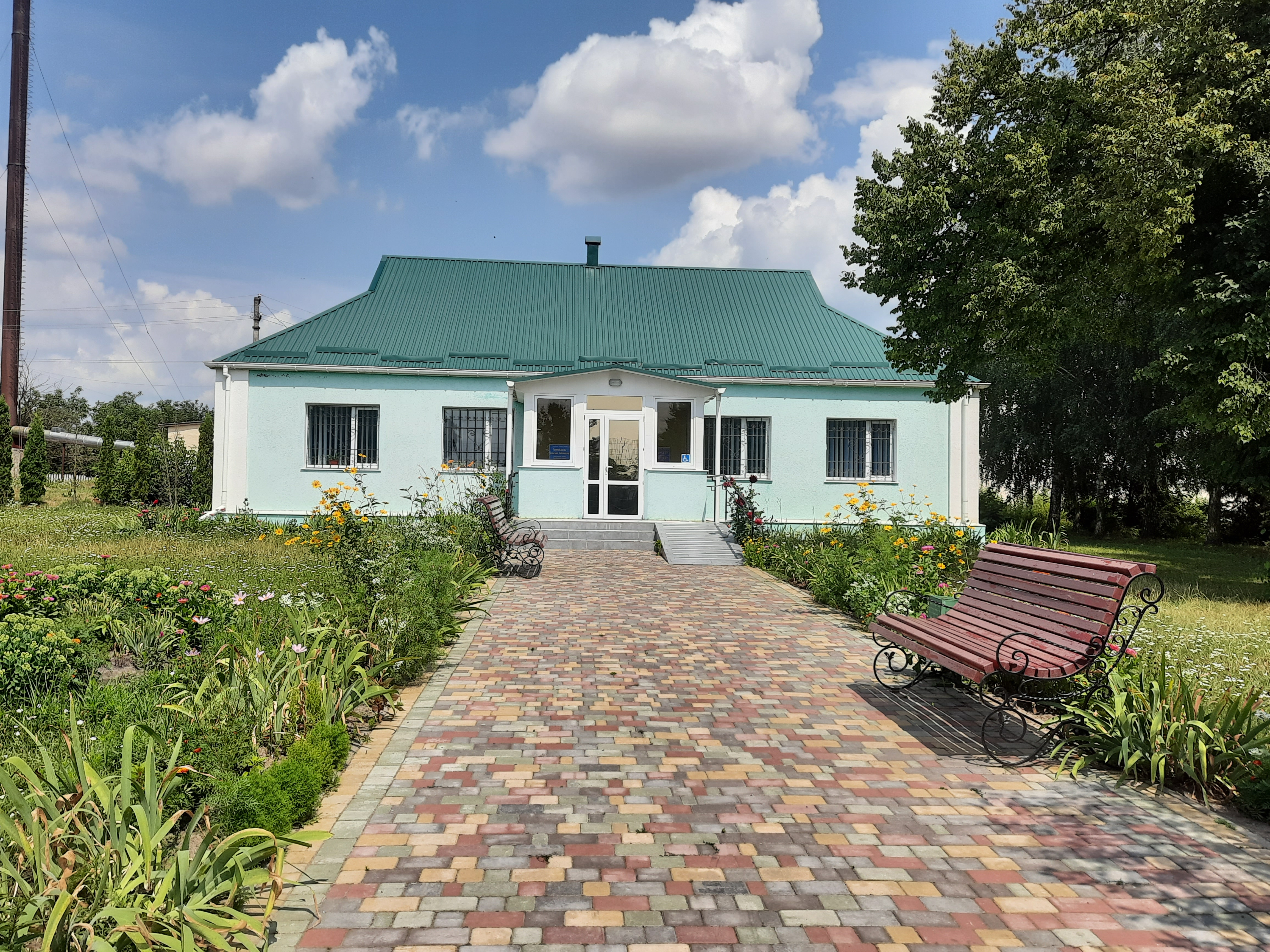
Бібліотека
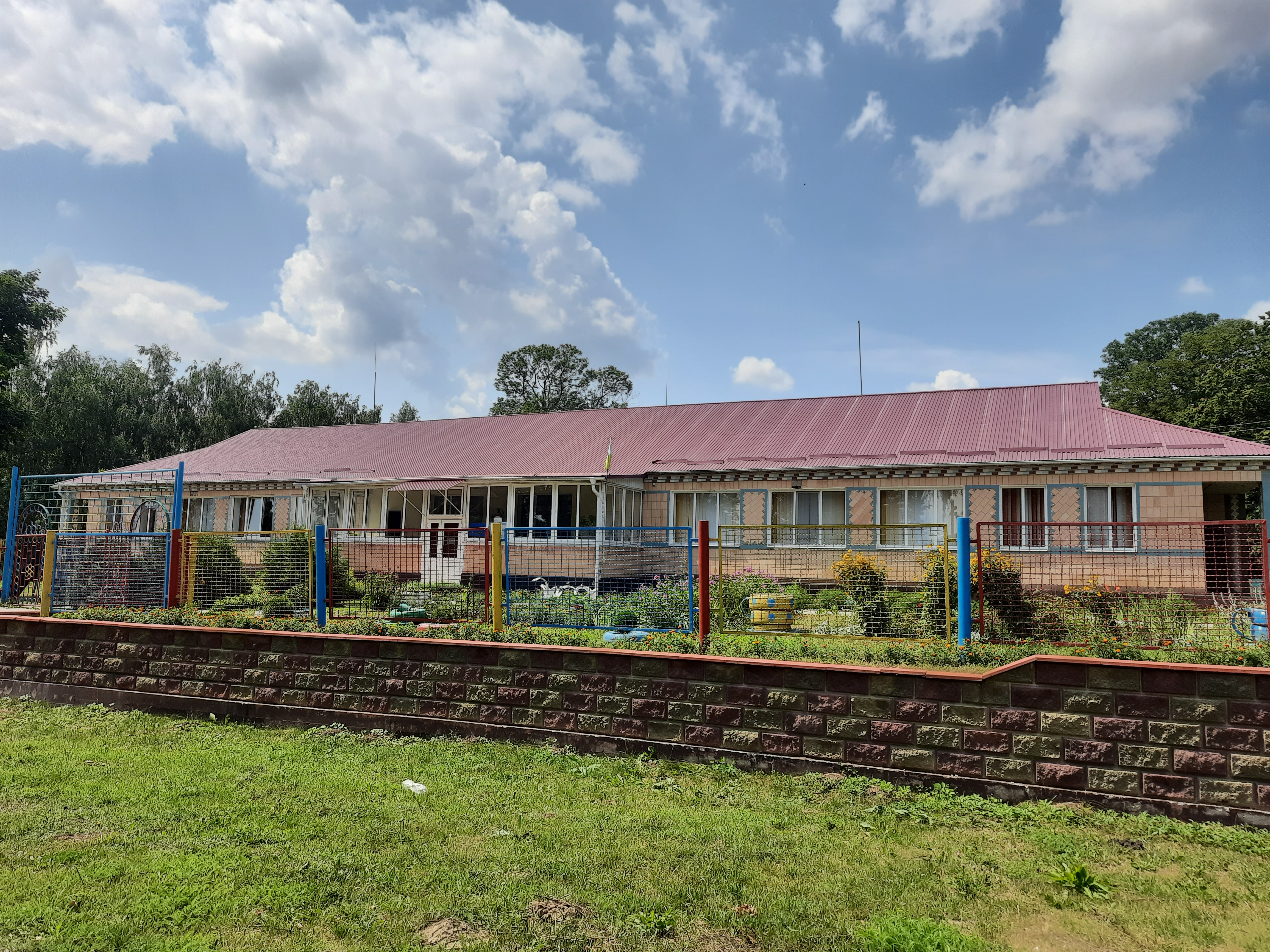
Дитячий садок
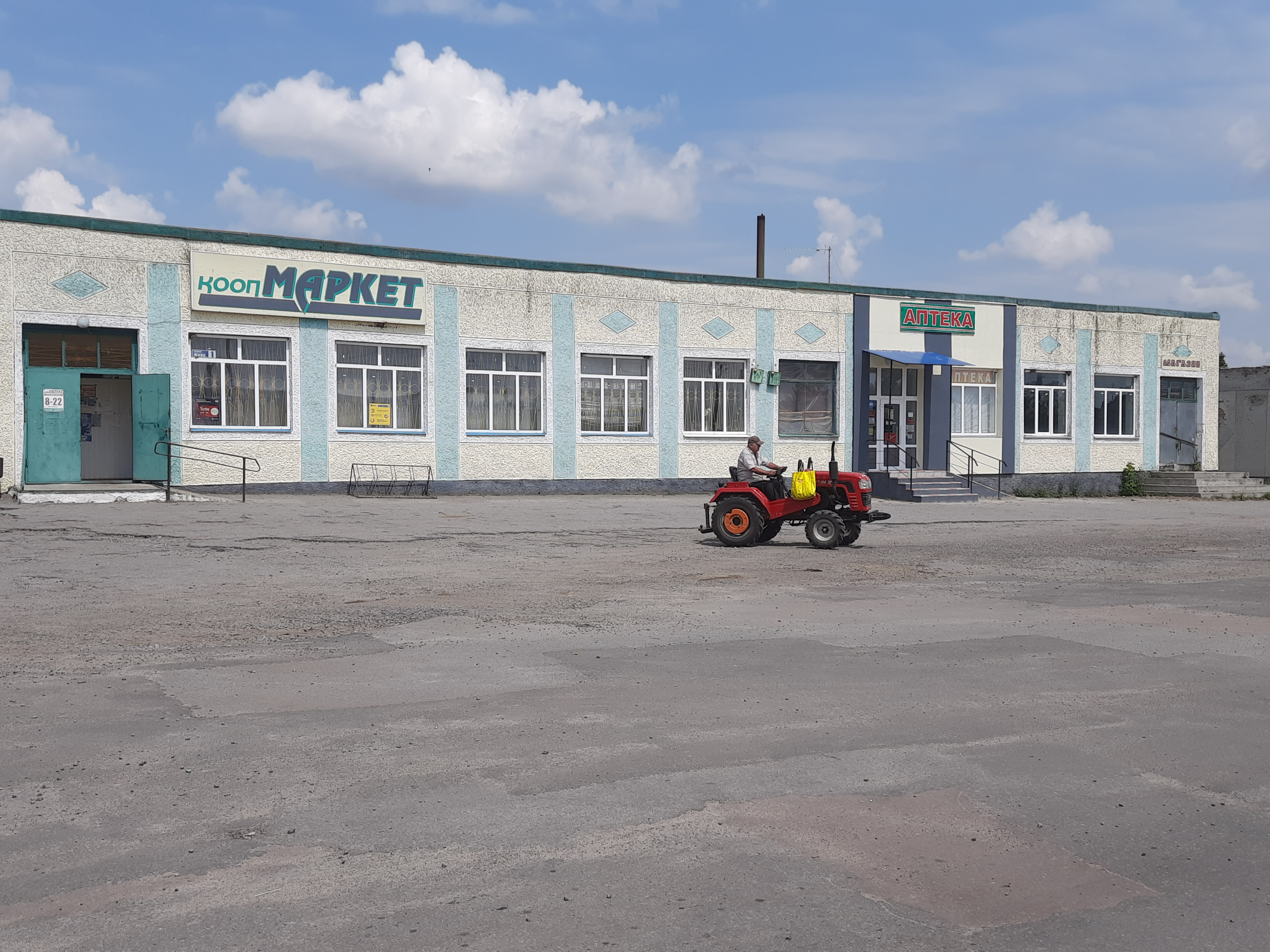
Крамниця
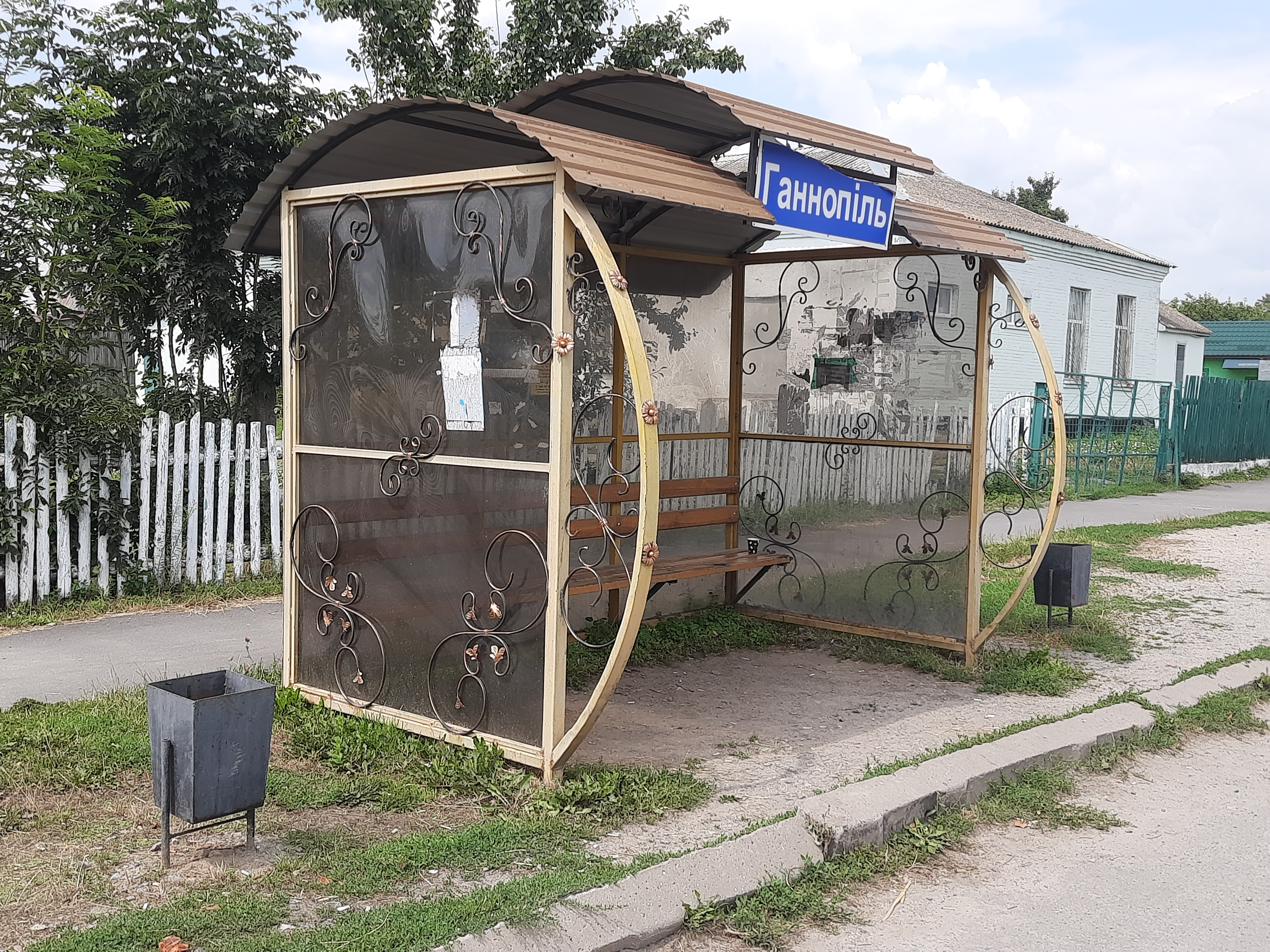
Автобусна зупинка
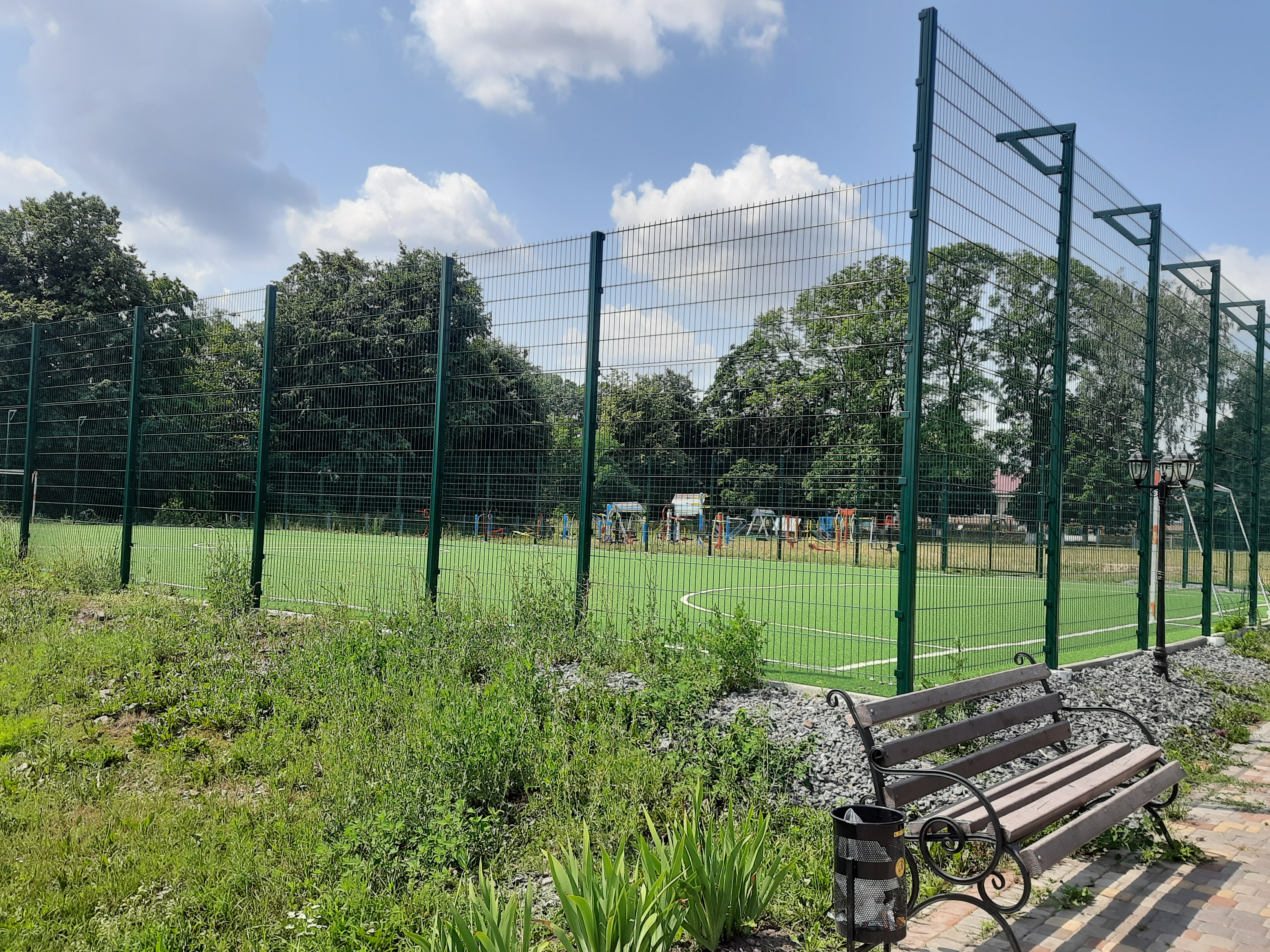
Спортивний майданчик
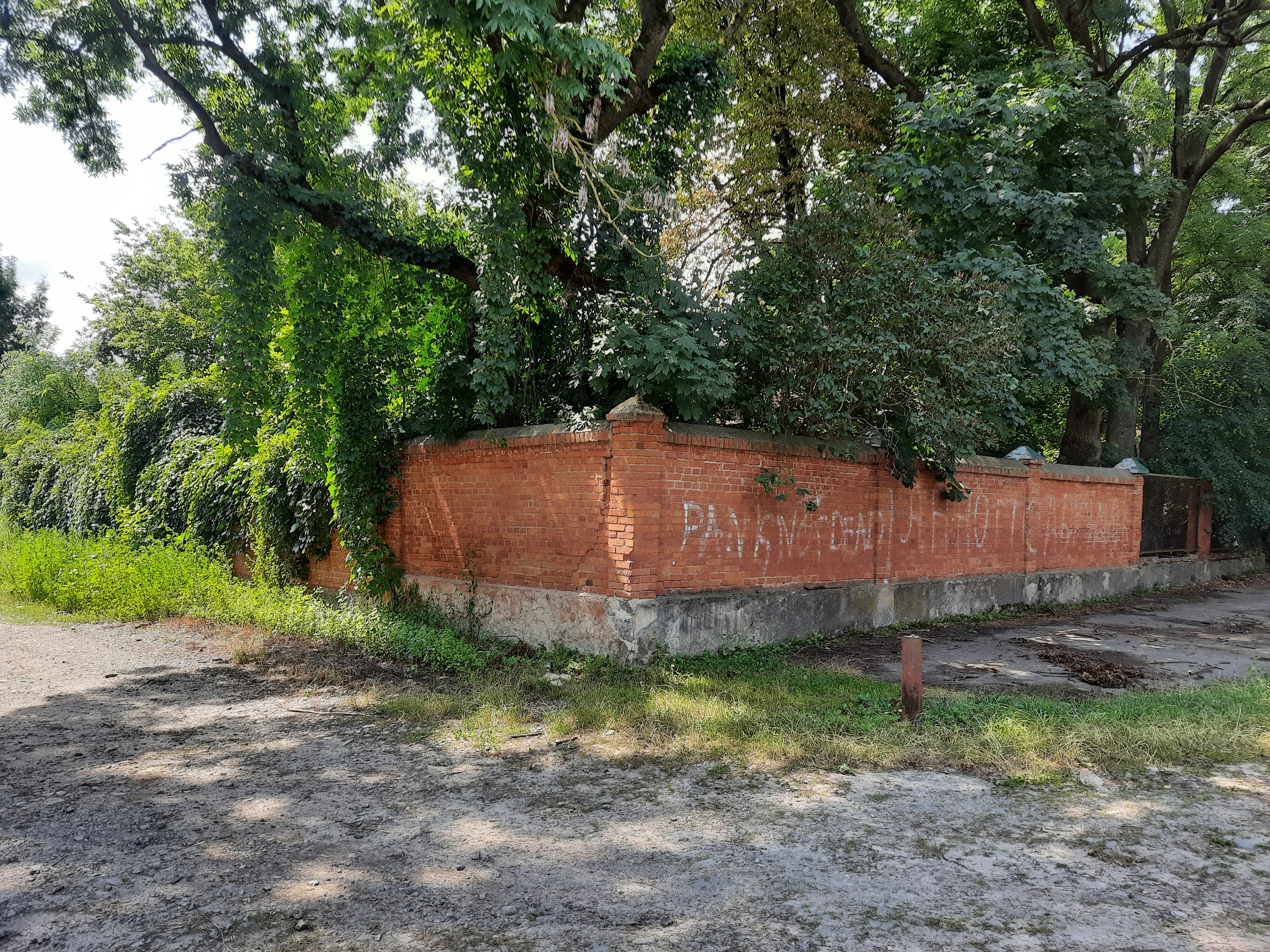
Ганнопільський парк — пам'ятка садово-паркового мистецтва місцевого значення
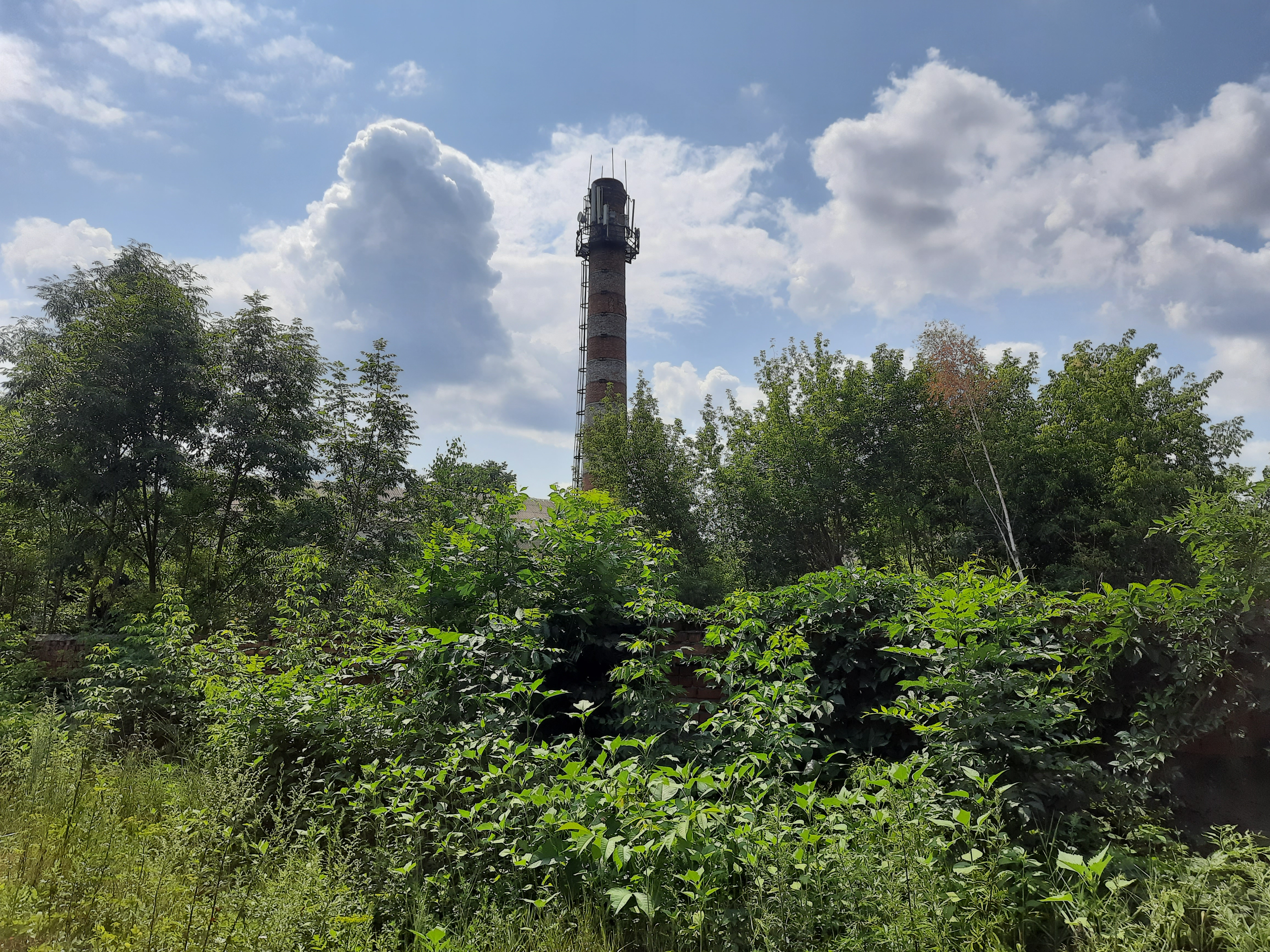
Башта колишнього спиртзаводу
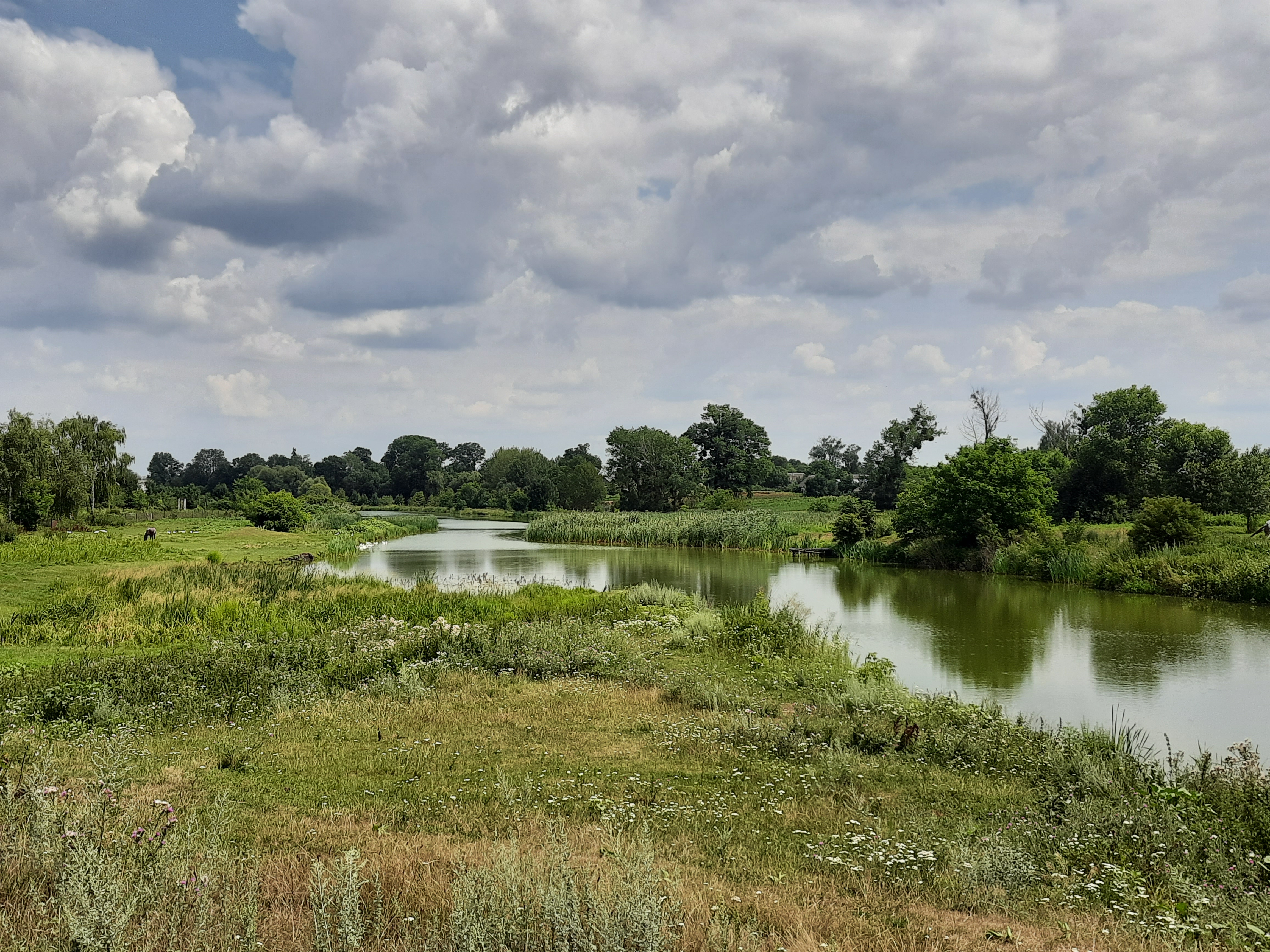
Річка Жариха

## Зауваги
1. ↑  Є інша дата її смерті — січень 1766; див.: Anna Lubartowicz-Sanguszkowna (Jabłonowska) нар. 1739 пом. січня 1766